# 你裁我剪斯尼帕
《你裁我剪！斯尼帕》（中国大陆又译作，台湾又译作）是一款由SFB Games开发并由任天堂发行在任天堂Switch上的益智游戏。玩家在游戏中可使用单个Joy-Con手柄，或使用多个Joy-Con手柄与朋友一起操控角色相互裁剪同伴的形状来解开谜题或达成要求的形状。游戏于2017年3月3日作为任天堂Switch在各地的首发游戏之一提供下载；而在晚些时候，任天堂宣布推出游戏的资料片《你裁我剪斯尼帕Plus》，将加入更多的谜题；该资料片已于2017年11月10日全球发售。同时间原版游戏和资料片都更新增加了对繁体/简体中文的支持。

## 开发
《你裁我剪斯尼帕》最初的原型是英国游戏开发组SFB Games在Adobe Flash上开发的《FriendShapes》。这是一个由Adam Vian和Tom Vian兄弟两人在一天限定的Game Jam制作的游戏原型，并在2015年于英国举办的游戏展EGX上首次公布，并在稍后的游戏开发者大会的欧洲创新游戏展示环节上登台；随后任天堂与其联系并获得了代理发行等事宜。游戏在2016年开始正式以完整版游戏为目标开发，并使用Unity引擎开发。2017年1月的任天堂Switch发布会上，游戏以《Snipperclips》之名正式公布，并成为新主机在各地发售的首发游戏之一。
2017年9月，在任天堂直面会上，任天堂宣布游戏将会发售一个资料片《你裁我剪斯尼帕Plus》，将加入更多的谜题；而该版本还将推出繁简中文版本。该资料片于2017年11月10日全球发售。已经购买过《你裁我剪斯尼帕》的玩家可以通过付费下载以追加下载内容的形式获得更新，《你裁我剪斯尼帕Plus》也作为单独的游戏在任天堂eShop中及实体卡带发售。

### 你裁我剪斯尼帕
- 官方网站（日語）
- 官方网站（英文）

### 你裁我剪斯尼帕Plus
- 官方网站（日語）
- 官方网站（英文）
- 官方网站（繁體中文）